# دعفوص
الدُّعْفُوص أو الغَلَغو أو الطَّنج جنس حيوانات لبونة من منثنيات الأنف. قد تكون أكثر الرئيسيات عددًا في إفريقية حيث إنها توجد في كل غابة كبيرة في القارة فهي تعيش في مناطق الغابات والسافانا والأدغال النهرية والأراضي الحرجية المفتوحة.
إنهم يحددون منطقتهم بالتبول على أيديهم وترك آثار على الأشجار التي يتسلقون عبرها ويتبعون هذه المسارات التي يمكن اكتشافها عبر الأشجار ليلة بعد ليلة. يتبول الذكور أيضًا على إناثهم لتمييزهم.

## الوصف
الدعفوص هي رئيسيات صوفية صغيرة ذات ذيول طويلة وآذان عارية كبيرة الحجم. لا يمكن تمييز الأنواع المختلفة في بعض الأحيان حتى عند مقارنتها جنبًا إلى جنب. بالإضافة إلى ذلك، غالبًا ما يكون هناك اختلاف ملحوظ في اللون وحجم الجسم حتى داخل الأنواع والمجموعات السكانية. يختلف معطفهم باختلاف مناطق الجسم وكذلك بين الأنواع، ويراوح عادةً من الأسود والبني والرمادي إلى الأبيض، مع ظهور العديد من الصبغة المخضرة والحمراء والبرتقالية على الجوانب والأطراف. تحتوي بعض الأنواع على شريط أنف بينما البعض الآخر له حلقات داكنة مميزة حول العينين.
عنقهم مرن للغاية، بحيث يمكن للرأس أن يدور 180 درجة، ما يمنحهم مجال رؤية واسعًا يساعد في تحديد موقع الفريسة ؛ لديهم أيضًا آذان عالية الحركة تسمح لهم بتتبع الحشرات أثناء الصيد. تمكّنهم الوسادات المستديرة على أطراف أصابعهم وبين أصابعهم وعلى راحة يدهم عند قاعدة إبهامهم من الإمساك بالفروع بإحكام.  كما أن لديهم أطفارًا مدببة ومقلوبة تمنحها الثبات لأنها تتشبث بأسطح الأشجار الملساء وتصل للحشرات إلى الشقوق باستخدام لسانها الضيق الخشن. 

## التوزع والموئل
توجد الدعفوصات في أنحاء عدة من إفريقيا جنوب الصحراء بدءًا من السنغال شرقًا إلى الصومال وصولًا إلى جنوب إفريقيا (باستثناء أقصى الجنوب) وهي موجودة تقريبًا في كل بلد بينهما. ومع ذلك، هناك اختلافات كبيرة في مداها وتوزيعها حسب الأنواع. فدعفوص السنغال هو النوع الأكثر انتشارًا، ويمتد من السنغال في الغرب عبر وسط إفريقيا إلى شرق إفريقيا. دعفوص المحول لها انتشار واسع في معظم أنحاء جنوب إفريقيا. ينتشر دعفوص الصومال في شرق إفريقيا، ويقتصر وجود الدعفوص القاتم في أوغندا.
توجد شجيرات صغيرة في مجموعة متنوعة من الموائل، مثل الغابات والأدغال والسافانا والغابات الجبلية والموائل النهرية ؛ تفضيل الأشجار مع القليل من العشب من حولهم. 

## الغذاء
تستهلك الدعفوصات عمومًا ثلاثة أنواع من الطعام بنسب وتركيبات مختلفة: فرائس الحيوانات، والثمار، و العلك الطبيعي. مع أن نظامهم الغذائي يتكون أساسًا من اللافقاريات الصغيرة (معظمها من الحشرات)، فإن بعض الأنواع تأكل الضفادع أيضًا وربما الحيوانات الصغيرة الأخرى. 

## السلوك

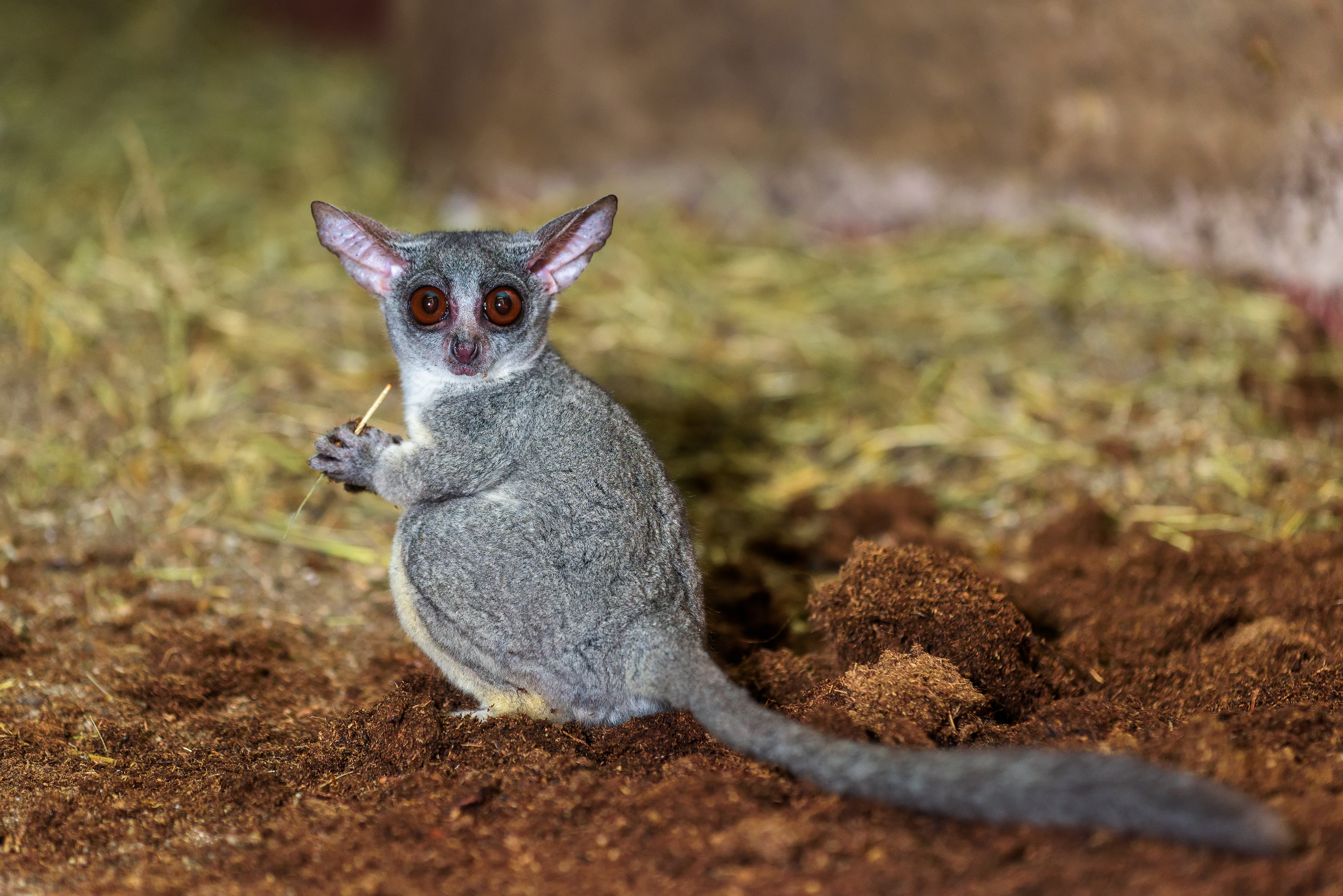
دعفوص السنغال

الدعفوصات هي رئيسيات تعيش على الأشجار وهي قادرة على القفز لمسافات كبيرة تصل إلى 2.5 مترًا  باستخدام أقراص مسطحة على أقدامهم وأكفهم وسيلةً لإمساك الأغصان.  ومع ذلك، فإنهم يمشون على الأرض أحيانًا، إما على قدمين أو على أربع. 
تسرح الدعفوصات في الليل، تبحث عن الطعام في الليل وتبيت على الأشجار في النهار. البالغون هم في الغالب منفردين ويحافظون على التواصل الاجتماعي من خلال التواصل الصوتي. هناك ما يصل إلى 18 مكالمة مميزة، تُستخدم للإعلان الإقليمي والتباعد عن المسافات الطويلة.  كل هذه الدعوات هي جزء من ثلاث فئات، دفاعية وعدوانية، اتصال اجتماعي، وإعلاني. لديهم أيضًا سمع متطور للغاية.  
الدعفوصات هي جامعات انفرادية، لكنها تلتقي ليلًا في مجموعات. يمكن العثور على بعض الأنواع، مثل دعفوص المحول نائمة في مجموعات من 2 إلى 7 خلال النهار. تتكون هذه المجموعات عادة من أنثى والعديد من صغارها. تنفصل المجموعات في الليل للبحث عن العلف بحثًا مستقلًا. الذكور هم في الغالب عدوانيون مع بعضهم البعض. الذكور المهيمنون هم الوحيدون الذين يدافعون عن الأراضي وغالبًا ما يكونون الأكبر والأكثر عدوانية.

## التكاثر

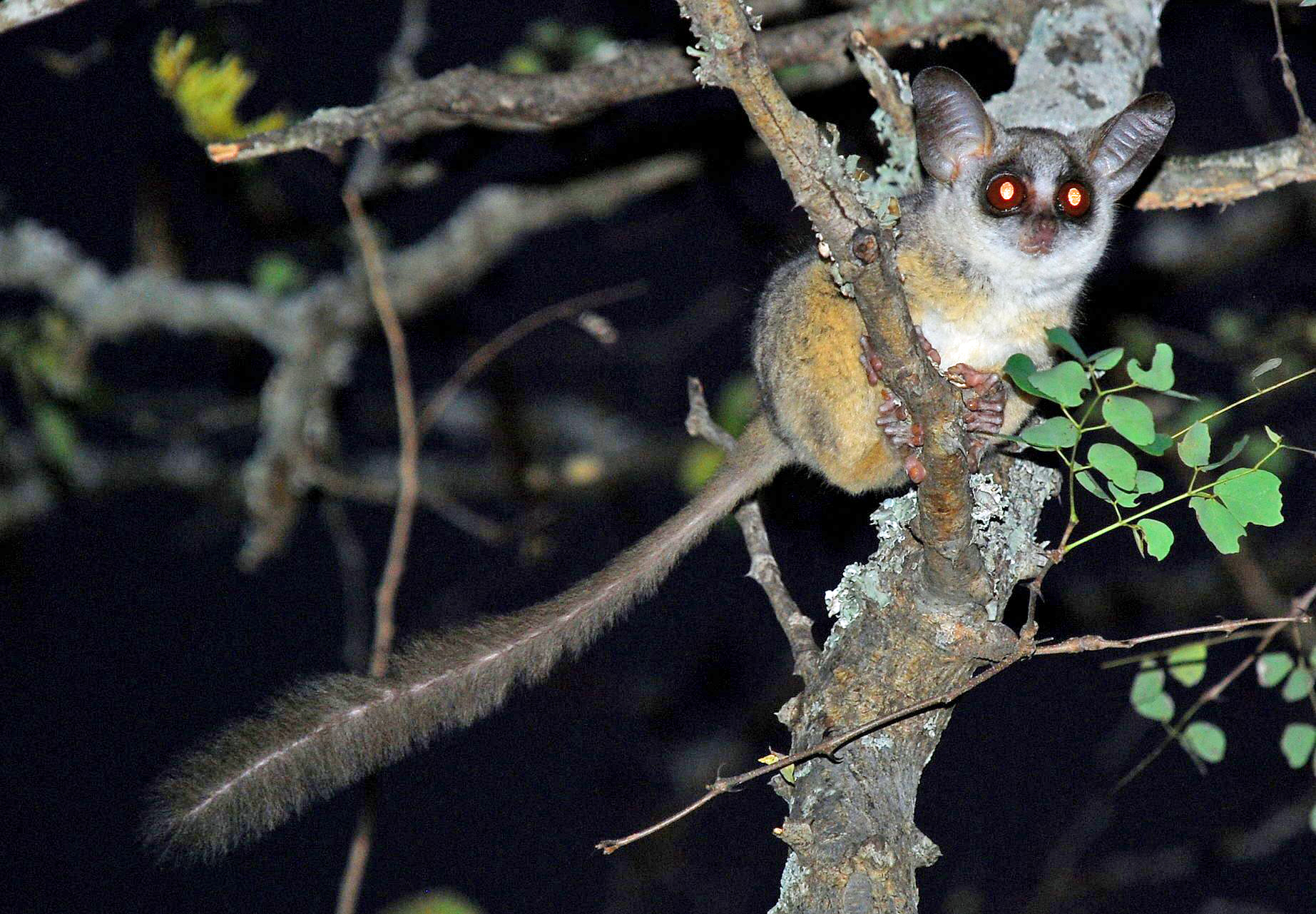
دعفوص المحول

عادة ما تلد إناث الدعفوص خلال موسم الأمطار. عادة ما يكون النسل توأمان. تراوح مدة حمل الأنثى من 111 إلى 142 يومًا وتتكون عادةً من تزاوج الإناث مع ما يصل إلى 6 ذكور مختلفة.
تُؤوي أمهات الأطفال الصغار في البداية في عش أو شجرة مجوفة ويخفونهم في أوراق الشجر أثناء بحثهم عن الطعام في الليل. في بعض الأنواع يمكن مشاركة أعشاش النوم النهاري من قبل مجموعات من الإناث أو أحيانًا عن طريق زيارة الذكور. 

## التصنيف
الأنواع
- دعفوص المحول
- دعفوص الصومال
- دعفوص السنغال
- الدعفوص القاتم